# تغير المناخ في المغرب

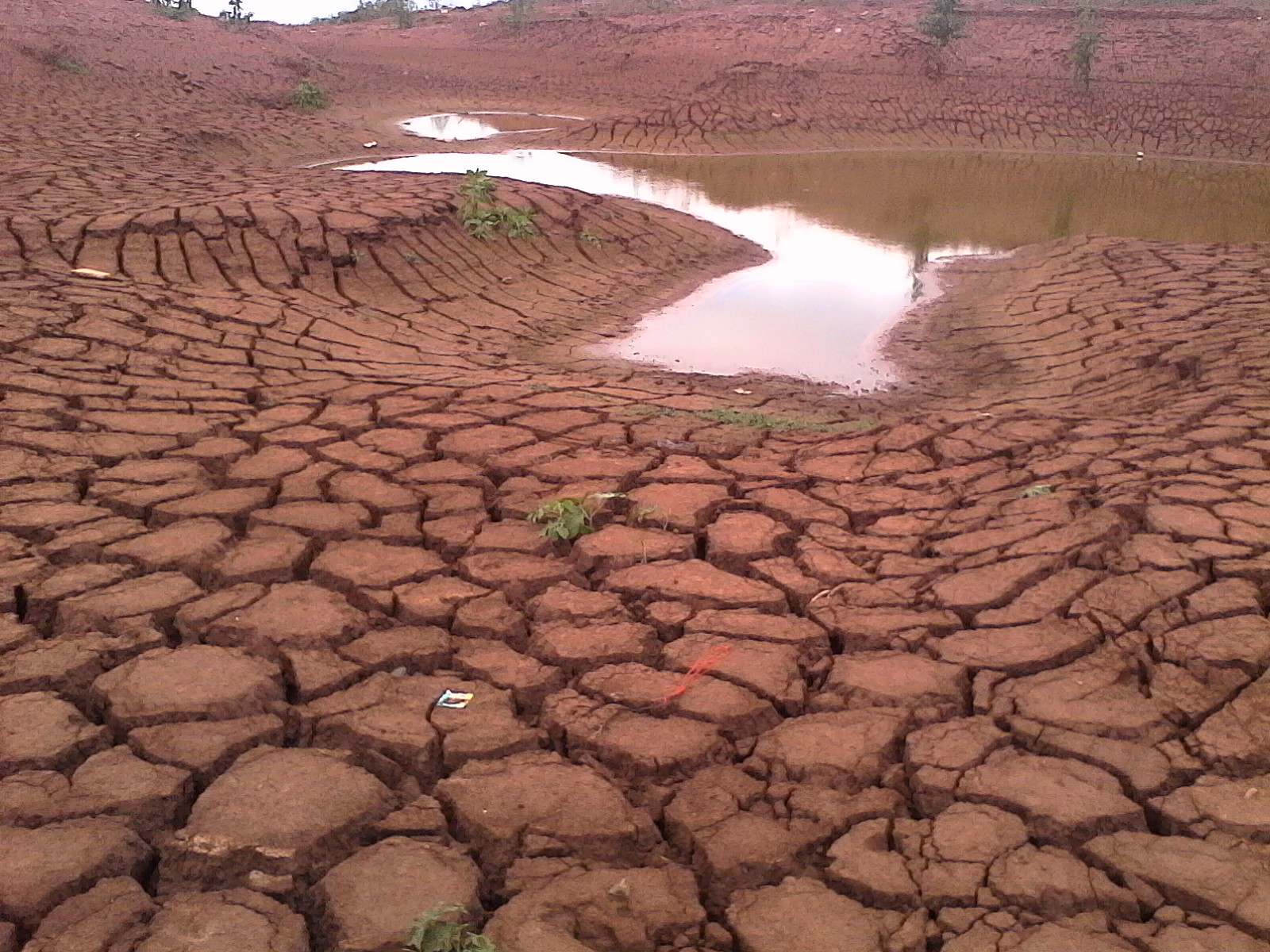
التغيرات البيئية في أزرو، أكادير بالمغرب.

التغير المناخي في المغرب من المتوقع أن يؤثر بشكل كبير في البلاد على كثير من الأصعدة، كما هو حال البلدان الأخرى في منطقة مينا. وكدولة ساحلية ذات مناخات حارة وجافة، من المرجح أن تكون التأثيرات البيئية واسعة ومتنوعة.
علاوة على ذلك، من المتوقع أن يؤدي انعكاس هذه التغيرات البيئية على اقتصاد المغرب من خلال خلق تحديات على جميع مستويات الاقتصاد، لا سيما في النظم الزراعية والصيد البحري التي توظف نصف السكان، وتمثل 14% من الناتج المحلي الإجمالي. بالإضافة إلى ذلك ونظرًا لتمركز 60% من السكان ومعظم النشاط الصناعي على الساحل، فإن ارتفاع مستوى سطح البحر يمثل تهديدًا كبيرًا للقوى الاقتصادية الرئيسية. حسب مؤشر أداء التغير المناخي لسنة 2019، احتل المغرب المرتبة الثانية في التأهب بعد السويد.
صادقت المغرب على اتفاقية باريس عام 2015. تهدف مساهمتها المحددة وطنيا إلى خفض انبعاثات غازات الاحتباس الحراري بنسبة 17٪ بحلول عام 2030 مقارنة بالوضع المعتاد، مع إمكانية خفض بنسبة 32٪ بشرط الحصول على دعم دولي. في يونيو 2021، قدمت المغرب مساهمة محددة وطنية محدثة بأهداف أكثر طموحًا: خفض غازات الاحتباس الحراري بنسبة 18.3٪ بحلول عام 2030 مقارنة بالوضع المعتاد، مع خفض بنسبة 45.5٪ بشرط الحصول على دعم دولي. مساهمة المغرب في غازات الاحتباس الحراري العالمية صغيرة جدًا (حوالي 0.18٪) ويأتي غالبية غازات الاحتباس الحراري من قطاع الطاقة. وفقًا لمؤشر أداء تغير المناخ 2023، احتلت المغرب المرتبة السابعة في الاستعداد لتغير المناخ.
وبالنظر إلى الوضعية المناخية الراهنة وانعكاسها على الموارد الطبيعية، شرع المغرب في اتخاذ عدة تدابير لتعزيز الحوكمة المناخية والقدرة على تخفيف آثار التقلُّبات، ووضع استراتيجيات ذات بعد تنموي مستدام مرتكزة على الطاقة النظيفة؛ بحيث عمل على استقطاب التمويلات الأجنبية والتكنولوجيات الهادفة إلى تقليل الانبعاثات الكربونية بما يتماشى مع الجهود الدولية. ومع ذلك، فإن التحدي الأساسي يكمُن في ضمان التنسيق بين الأجهزة والهيئات المغربية المعنية بالتكيف مع التغيرات المناخية. وقد سجلت الرباط أداءً جيداً في جهود التصدي للتغيرات المناخية وفقاً لمؤشر أداء تغير المناخ (CCPI) لعام 2023.
- أطلقت الرباط عدة استراتيجيات قطاعية تدمج البُعد البيئي ومسألة تغير المناخ في المجالات الرئيسة للاقتصاد، كالطاقة والزراعة والصناعة والسياحة والصيد البحري، وغيرها من القطاعات المتضررة من مظاهر التغير المناخي، ويعكس هذا التوجه التزام المغرب بالانتقال نحو إنتاج مستدام ومنخفض الكربون.
- أمام تفاقُم الوضع المناخي، يحرص المغرب على أن تأخذ المبادرات الاقتصادية المقبلة في الاعتبار التزامه بتسريع وتيرة التحول إلى الاقتصاد الأخضر، باستخدام مصادر الطاقات المتجددة؛ بما فيها الريحية والشمسية والمائية.

## انبعاثات الغازات الدفيئة
زادت انبعاثات غازات الاحتباس الحراري في المغرب بشكل ملحوظ منذ ستينيات القرن الماضي، حيث وصلت انبعاثات البلاد إلى 70.58 مليون طن متري في عام 2021. يتماشى هذا الاتجاه مع النمو السكاني في المغرب، حيث ظلت الانبعاثات للفرد الواحد منخفضة ومستقرة نسبيًا منذ عشرينيات القرن الماضي، حيث تظل أقل من 2.0 طن متري للفرد كل عام. للمرجع، بلغت انبعاثات غازات الاحتباس الحراري للفرد في الولايات المتحدة 14.9 تريليون طن متري في عام 2021. لدى المغرب خطط طموحة لاعتماد الطاقة المتجددة، خاصة من خلال المنشآت للطاقة الشمسية. يمكن امتصاص بعض انبعاثات غازات الاحتباس الحراري في البلاد من خلال النظم البيئية الساحلية.

## التأثيرات على البيئة الطبيعية

### التغيرات في درجات الحرارة والطقس

#### درجات الحرارة
يتشابه طقس معظم أنحاء المغرب مع طقس غالبية منطقة البحر الأبيض المتوسط؛ على طول الساحل، يبلغ موسم الأمطار الشتوية حوالي 1200 مم من الأمطار يليه صيف جاف. تتراوح درجات الحرارة في هذه المنطقة بين 8 درجة مئوية و28 درجة مئوية. المنطقة الجنوبية أكثر جفافًا من الساحل، حيث يبلغ متوسط هطول الأمطار حوالي 100 مم من الأمطار سنويًا وتتراوح درجات الحرارة بين أقل من 0 درجة مئوية و28 درجة مئوية. شهد متوسط درجة الحرارة في جميع أنحاء المغرب ارتفاعًا قدره 0.2 درجة مئوية لكل عقد، ولكن في الفترة بين عامي 1971 و2017، ارتفع متوسط درجات الحرارة بمقدار 1.7 درجة مئوية. في ربيع عام 2023، أدت موجة الحر إلى تحطيم معدلات الموسم بمقدار 5-13 درجة مئوية، وأدى ذلك بسبب الجفاف الذي سبق فصل الشتاء إلى نقص كبير في المياه في السدود، مما أثر بدوره على الري والممارسات الزراعية الأخرى، وفاقم فقدان التنوع البيولوجي. تمثل موجات الحر من هذا النوع تهديدات كبيرة للأنظمة البيئية ومن المتوقع أن تصبح أكثر شيوعًا مع تقدم تغير المناخ.

### ارتفاع مستوى سطح البحر
يعيش 60٪ من سكان المغرب على السواحل، ومن المتوقع أن تؤثر الفيضانات وارتفاع مستوى سطح البحر بشكل كبير على هذه التجمعات السكانية. يُتوقع أن يكون لهذه الآثار أكبر تأثير على الأنشطة الاقتصادية، بما في ذلك السياحة والزراعة والصناعة.
ساحل شمال شرق المغرب الريفي مُعرض بشكل خاص لارتفاع مستوى سطح البحر وعواصف المد والجزر وفيضانات السواحل. تتعرض بعض المناطق في الساحل الشمالي للتآكل بمعدل متر واحد في السنة. كما سيؤثر ارتفاع مستوى سطح البحر على الأراضي المنخفضة المحيطة بدلتا نهر ملوية، وهي منطقة رطبة حيوية على الساحل الشرقي للمغرب، وهي معرضة بشكل خاص لارتفاع مستوى سطح البحر والضغط والفيضانات والانجراف والاستنزاف الكلي للمنطقة. تلخص صحيفة نيويورك تايمز تقييم الأمم المتحدة للهيئة الحكومية الدولية المعنية بتغير المناخ (IPCC) لعام 2022، مشيرة إلى أن ارتفاع مستويات سطح البحر هذا يمكن أن "يتجاوز ما يمكن أن تتحمله العديد من الدول"، سواء من حيث الأراضي المدمرة أو الآثار الاقتصادية.

### موارد المياه
من المتوقع أن يضع تقلب المناخ ضغوطًا عديدة على موارد المياه في المغرب. تشير التوقعات إلى انخفاض في هطول الأمطار بنسبة 10٪ إلى 20٪ في جميع أنحاء البلاد، مع الشعور بأشد الآثار في المنطقة الجنوبية. من أصل 140 مليار متر مكعب (مليار متر مكعب) من المياه التي تسقط على المغرب سنويًا، يفقد 118 مليار متر مكعب بسبب التبخر قبل أن تتمكن المجتمعات من استخدامها. بالإضافة إلى ذلك، سيؤدي تغير المناخ إلى تقليل الغطاء الثلجي في جبال الأطلس، مما سيقلل من إمدادات المياه بينما تواصل عوامل الطلب مثل التوسع السكاني والنمو الحضري والصناعة والسياحة الضغط على إجمالي موارد المياه. علاوة على ذلك، فإن العديد من طبقات المياه الجوفية الساحلية ستتعرض لضغوط متزايدة بسبب التملح الساحلي. وفقًا لمعهد الموارد العالمية، سيصل المغرب إلى مستوى عالٍ جدًا من الإجهاد المائي بحلول عام 2040 تقريبًا.
شهد المغرب موجة حر غير مسبوقة في ربيع عام 2022، مع درجات حرارة أعلى بكثير من المتوسط الموسمي، يُعزى ذلك إلى تغير المناخ. ساهم شتاء جاف واتجاه لمدة خمس سنوات من انخفاض هطول الأمطار السنوي في ندرة شديدة للمياه وأثر سلبًا على القطاع الزراعي. يرتبط ارتفاع درجات الحرارة بزيادة انبعاثات الغازات الدفيئة وإزالة الغابات والتحضر. تواجه إميضر، وهي منطقة تعاني من الإجهاد المائي في جنوب شرق المغرب، ندرة المياه الناجمة عن تغير المناخ. لطالما اعتمد السكان الأصليون الأمازيغ على نظام ري فعال يعرف بـ "الخطارة"، لكن ارتفاع درجات الحرارة والجفاف، إلى جانب تعدين الفوسفات والفضة في المنطقة، يهدد هذا الأسلوب الذي يعود إلى قرون.

## التصحر
تطال ظاهرة التصحر بالمغرب مساحات شاسعة، إذ تقلصت رقعة المناطق التي كانت تصنف خلال الفترة ما بين 1961 و1985 ذات مناخ رطب وشبه رطب، لتفسح المجال لمناطق شبه قاحلة وجافة، حسب ما توصل إليه في 2009 الملتقى الدولي للمعهد الملكي للدراسات الاستراتيجية التغير المناخي : رهانات وآفاق التكيف معه بالمغرب. وتزيد نسبة التصحر كلما كان المناخ جافا ومواكبا بفترات جفاف طويلة، وكذا كلما كانت التربة فقيرة من المواد العضوية، وأكثر عرضة للانجراف.
كما أن هشاشة ظروف عيش الساكنة القروية تدفع بها إلى استغلال مفرط للموارد الطبيعية من أجل تلبية حاجياتها المتنامية، وهو ما يزيد من تدهور الوسط الطبيعي وخاصة في المناطق الواحاتية بالجنوب المغربي.
وقد أضحى تدهور واندثار والتخلي عن الواحات يؤثر على دور هذه الواحات باعتبارها حاجزا إيكولوجيا ضد التصحر انطلاقا من المناطق الأطلسية بكلميم وصولا إلى المناطق الصحراوية الشرقية لمرتفعات فكيك. ولذلك فإن تدهور أي واحة يجعلها بوابة كبيرة تزحف من خلالها الرمال وتزيد معها حدة ظاهرة التصحر.
يمكن قياس حجم ظاهرة التصحر بنسبة تراجع الغطاء النباتي الغابوي ، والانجراف المائي (أو انجراف التربة) وزحف الرمال وملوحة المياه وبصعود مستوى الفرشة المائية.
وقد بلع تراجع الغطاء النباتي الغابوي 31 ألف هكتار في السنة، وهو أمر يرجع بالدرجة الأولى إلى الاستغلال المفرط للحطب، والرعي الجائر، واستصلاح الأراضي قصد تهيئة أراض جديدة واستغلالها للزراعة، والحرائق التي تدمر حوالي 3000 هكتار في السنة، والتعمير الذي يكتسح الوعاء العقاري الغابوي باستمرار وخاصة في المناطق الساحلية.
ويشكل زحف الرمال الذي تتسبب فيه الرياح، في المناطق الجنوبية والشرقية للمملكة، إحدى أبرز تجليات التصحر. وبالفعل، فإن عشرات الخطارات والسواقي لا تستعمل بعد فترة قصيرة فقط من اشتغالها بسبب زحف الرمال.كما أن التجمعات القروية والمساحات المزروعة بالنخيل تعاني أيضا من هذه الظاهرة.

## المياه
أما بالنسبة للانجراف المائي، فهو حاد ويتجاوز حجمه 2000 طن في الكيلومتر مربع سنويا في منطقة الريف شمال المغرب، وما بين 1000 و2000 طن في الكيلومتر مربع سنويا، في مقدمة الريف، وما بين 500 و1000 طن في الكيلومتر مربع سنويا في الأطلس الكبير والأطلس المتوسط ، وأقل من 500 طن في الكيلومتر مربع سنويا في باقي المناطق.
وبخصوص مشكل ملوحة المياه وصعود مستوى الفرشة المائية، فهو يطال مساحات مسقية واسعة. ففي إقليمي زاكورة والراشيدية فقط، تقدر المساحات التي تطالها الملوحة، إلى جانب زحف الرمال، ب 22 ألف هكتار من الأراضي المسقية و5 ملايين هكتار من أراضي الرعي.